# Народни демократски покрет
Народни демократски покрет (НДП) је парламентарна политичка странка са сједиштем у Републици Српској која је основана 9. јуна 2013. године у Бањалуци. Тренутни предсједник странке је Бојан Шапурић.

## Историјат
Странка је настала 9. јуна 2013. године уједињењем Демократске партије на челу са Драганом Чавићем и Народне демократске странке на челу са Крстом Јандрићем. Овом покрету је 24. априла 2014. године приступила и Нова социјалистичка партија Здравка Крсмановића.

## Програм странке (поједине тачке)
- Провођење Дејтонског мировног споразума је прихваћена обавеза за све демократски изабране власти на свим нивоима у БиХ и ентитетима, и квалитет његовог спровођења опредјељује његову перспективу.
- Након скоро четири године ратовања, Дејтонски мировни споразум је донио мир. Промјена темељних принципа овог споразума могла би поново довести до сукоба, са још већим трагичним послиједицама, што Народни демократски покрет никако не жели да се деси.
- Дејтонски уређену БиХ прихватили су сви њени конститутивни народи, репрезентовани њиховим изабраним представницима, а потврдиле су је водеће државе међународне заједнице, чиме је за Народни демократски покрет Босна и Херцеговина добила коначан међународни суверенитет, субјективитет и легитимитет.
- Једностраност у његовој примјени, али и његова једнострана промјена, били би погубни за БиХ, али и крајње опасна за цијели регион.
- Народни демократски покрет се слаже да према Дејтонском мировном споразуму није могуће постојање ентитета без БиХ, као ни БиХ без ентитета.
- Промјена Дејтонског мировног споразума наметањем, мимо воље Републике Српске, којом се укида статус ентитета Републике Српске, за Народни демократски покрет значи престанак постојања државе Босне и Херцеговине.

## Заступљеност у органима власти
Из коалиције СП-НДП -СНП мјесто у Народној скупштини Републике Српске на изборим одржанима 2022. године обезбиједило је пет кандидата.

## Предсједници
| Бр. | Председник    | Председник | Рођен-Умро | Почетак функције | Крај функције |
| --- | ------------- | ---------- | ---------- | ---------------- | ------------- |
| 1.  | Драган Чавић  |            | 1958–      | 9. јун 2013.     | 10. јун 2023. |
| 2.  | Бојан Шапурић |            | 1994–      | 10. јун 2023.    | тренутно      |

## Резултати
| Избори | # гласова | % од важећих | # посланика | Влада                                         |
| ------ | --------- | ------------ | ----------- | --------------------------------------------- |
| 2014.  | 33.977    | 5,13%        | 5 / 83      | опозиција                                     |
| 2018.  | 28.183    | 4,12%        | 4 / 83      | владајући                                     |
| 2022.  | 37.881    | 5,92%        | 5 / 83      | парламентарна (на нивоу коалиције СП-НДП-СНП) |